# Archaeopithecidae
Famille
Les Archaeopithecidae forment une famille de mammifères fossiles de l'ordre des Notoungulata. Leurs fossiles datent du début de l'Éocène, caractérisant la période de l'itaboraien et ont été découverts en Amérique du Sud.

## Liste desgenres
- † Acropithecus
- † Archaeopithecus